# Mor bag rattet
Mor bag rattet er en dansk film fra 1965, skrevet og instrueret af Erik Dibbern efter Lise Nørgaards roman Med mor bag rattet.

## Medvirkende
- Helle Virkner
- Holger Juul Hansen
- Preben Kaas
- Asbjørn Andersen
- Else Marie Hansen
- Bodil Steen
- Axel Strøbye
- Pouel Kern
- Ove Sprogøe
- Christoffer Bro
- Paul Hagen
- Bent Mejding
- Mogens Brandt
- Ole Monty
- Jakob Nielsen
- Gunnar Bigum
- Bodil Udsen
- Valsø Holm
- Lise Thomsen
- Elsa Kourani
- Ernst Meyer